# 保罗·勒杜
保罗·勒杜（法語：Paul Ledoux，1914年8月8日—1988年10月6日），比利时天体物理学家，最知名于关于恒星稳定性和变星的研究。他和西奥多·沃雷文一起发表了关于恒星振荡的重要工作。
1964年，保罗·勒杜获得了法朗基精确科学奖。1972年，他因关于恒星稳定性和变星的研究获得了皇家天文学会爱丁顿奖章 。1976年，他获得了法国科学院让森奖章。